# Partia Polityczna Solidarność
Partia Polityczna Solidarność (ukr. Політична Партія Солідарність) – ukraińska partia polityczna mniejszości polskiej, kierowana przez Stanisława Kosteckiego, pierwsza na Ukrainie partia polityczną mniejszości narodowej.

## Historia
Zjazd założycielski partii odbył się we wrześniu 2011 roku, następnie ugrupowanie zbierało wymagane do rejestracji 10 tysięcy podpisów. Oficjalnie partia została utworzona pod koniec 2014 roku i po raz pierwszy zamierza wystartować w zaplanowanych na październik 2015 roku wyborach samorządowych.